# Пужевці
Пужевці (словен. Puževci) — поселення в общині Пуцонці, Помурський регіон, Словенія. Висота над рівнем моря: 205,6 м.